# Martes gwatkinsii
Martre de l'Inde du Sud, Marte de l'Inde du Sud, Martre des Nilgiri
Espèce
Statut de conservation UICN

 VU B1ab(iii,iv) : Vulnérable
Statut CITES
La Martre de l'Inde du Sud (Martes gwatkinsii) est une espèce de mammifères terrestres de la famille des Mustélidés. Cette martre se rencontre uniquement au sud de l'Inde où elle est menacée de disparition. C'est un animal rare et farouche, par conséquent rarement observé par l'Homme.
Cette espèce a été décrite pour la première fois en 1851 par le naturaliste américain Thomas Horsfield (1773-1859). Souvent incluse par les auteurs dans l'espèce voisine, la Martre à gorge jaune (Martes flavigula),  en 1995 Rozhnov conclut dans cette dernière étude qu'elle doit être considérée de préférence comme une espèce à part entière.

## Dénominations
- Nom scientifique : Martes gwatkinsii  Horsfield, 1851[2]
- noms vulgaires (vulgarisation scientifique) ou Noms vernaculaires (langage courant) : Martre de l'Inde du Sud[3] ou Marte de l'Inde du Sud[3] ou Martre des Nilgiri[4].

## Habitat et répartition

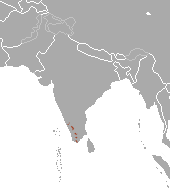
Carte de répartition de Martes gwatkinsii en Inde

L'espèce est endémique des Ghats occidentaux, situés au sud de l'Inde. On la rencontre principalement loin de la présence humaine, dans les forêts, à diverses altitudes, mais elle fréquente aussi parfois les plantations.

## Statut de protection
L'espèce est déclarée vulnérable depuis 1994 par l'Union internationale pour la conservation de la nature (IUCN) et les populations étaient encore en régression en 2008 à cause de la dégradation d'un habitat restreint et de la fragmentation des populations restantes.